# رادک ۲۳۷۵
سیارک ۲۳۷۵ (به انگلیسی: 2375 Radek، نامگذاری:1975AA) دو هزار و سیصد و هفتاد و پنجمین سیارک کشف شده‌است که در ۸ ژانویه ۱۹۷۵ کشف شد.
قدر مطلق سیارک برابر ۱۰٫۶۱ است.